# 고구려왕릉
고구려왕릉의 목록이다. 시대순으로 나열한 것이다.

## 중국
1. 마선구 2378호 차대왕 비정
2. 산성하 전창36호 고국천왕 또는 신대왕 비정
3. 마선구 626호 대무신왕 또는 산상왕 비정
4. 칠성산 871호 태조대왕 또는 산상왕 또는 서천왕 비정
5. 임강총 동천왕 비정
6. 우산하 2110호 중천왕 또는 고국천왕 또는 대무신왕 비정
7. 칠성산211호 서천왕 비정
8. 서대총 미천왕 비정
9. 우산하992호 미천왕2차 또는 고국원왕 비정
10. 마선구2100호 봉상왕 또는 소수림왕 비정
11. 천추총 소수림왕 또는 고국양왕 비정
12. 태왕릉 광개토대왕 비정
13. 장군총 장수왕 또는 광개토대왕 비정
14. 우산하3319호 고국원왕 또는 소수림왕 비정
15. 우산하540호 고국양왕 비정
16. 환인용산4호 동명성왕 비정
17. 우산하0호 유리명왕 비정
18. 마선구노호취 민중왕 비정
19. 마선구2381호 모본왕 비정
20. 산성하1호 중천왕 비정[1]
21. 시안 국제항무구 신축가판 가오자이촌 서쪽 보장왕 비정[2]

## 조선민주주의인민공화국
1. 진파리10호(傳동명왕릉) 동명성왕 또는 문자명왕 비정
2. 경신리1호 장수왕 또는 문자명왕 비정
3. 토포리대총 안장왕 비정
4. 호남리사신총 안원왕 비정
5. 진파리1호 양원왕 비정
6. 진파리9호 평원왕 비정
7. 강서대묘 평원왕 또는 영양왕 비정
8. 강서소묘 영류왕 비정
9. 강서중묘 대양왕 비정
10. 안악 3호분 미천왕 또는 고국원왕 또는 동수[3]

## 같이 보기
- 조선왕릉
- 고려왕릉